# Crise financière de septembre 2011 à la banque UBS
En septembre 2011, la banque suisse UBS a annoncé qu'elle avait perdu plus de 2 milliards de dollars, en raison des opérations non autorisées réalisées par Kweku Adoboli, un administrateur de l'équipe de Global Synthetic Equities Trading à Londres,.
Le 24 septembre 2011, Oswald Grübel, CEO d'UBS, a démissionné « pour assumer la responsabilité de l'incident récent d'opérations non autorisées », selon un mémo au personnel d'UBS,. Le 5 octobre, Francois Gouws et Yassine Bouhara, les codirecteurs de Global Equities chez UBS ont également démissionné.
Il est apparu plus tard que UBS avait omis d'agir sur un avertissement émis par son système informatique sur les opérations d'Adoboli,,.

## L'incident de trading
Le 15 septembre 2011, Adoboli a été arrêté sur un soupçon de fraude en relation avec une perte alors estimée à 2 milliards de dollars US, qui serait due à des opérations non autorisées dans la banque d'investissement du groupe suisse. Un porte-parole du régulateur bancaire suisse FINMA a évoqué le cas comme l'un des plus importants jamais vu dans une banque suisse. Adoboli a retenu le cabinet d'avocats Kingsley Napley, qui avait auparavant conseillé Nick Leeson.
La perte d'UBS a été décrite comme «gérable», même si cela pourrait mener UBS à annoncer une perte nette pour le trimestre suivant. Le bénéfice net de la banque pour l'année se terminant en juin 2011 était de 6,4 milliards de dollars US. Le 15 septembre, jour de l'arrestation d'Adoboli, le prix des actions d'UBS s'est replié à la clôture de 10,8 %, tandis que le prix des autres actions de banques européennes augmentait entre 3 et 6 %.
Il a été rapporté qu'Adoboli a informé UBS de ses opérations non autorisées, et qu'ensuite la banque a informé l'Autorité des Services Financiers et de la police. Le 16 septembre, il a été annoncé que la police de la City of London l'a inculpé de fraude par abus de position et fausse comptabilité.
Le 18 septembre 2011, UBS a publié une déclaration qui a révélé que les pertes du trading présumé non autorisé s'élevaient à 2,3 milliards de dollars US. Le trader voyou aurait accumulé des pertes en spéculant sur l'EuroStoxx, le DAX et S&P 500.
Selon Business Insurance, comme dans le cas des opérations non autorisées de Nick Leeson au bureau de Singapour de la Barings Bank, l'incident Adoboli a eu lieu à un endroit éloigné du bureau central de la banque, où les systèmes de gestion des risques sont généralement plus robustes.

## Le trader accusé
Kweku Adoboli est né le 21 mai 1980. Sa maison familiale était à Tema, au Ghana, mais il a vécu au Royaume-Uni depuis 1991 et a été décrit comme « britannique par la culture, la citoyenneté et la gloire ».
Il est diplômé de l'université de Nottingham, où il a étudié la science informatique et la gestion, en 2003. Avant cela, il a étudié à Ackworth School (une école en pension privée quaker près de Leeds), où il était Préfet entre 1997 et 1998, année où il est diplômé.
Selon le Daily Telegraph, peu avant la diffusion de la nouvelle de l'incident a éclaté, Adoboli avait posté sur son compte Facebook : « j'ai besoin d'un miracle. »
Le père de Kweku, John Adoboli, est un ancien fonctionnaire ghanéen aux Nations unies. Le jour de l'arrestation de son fils, il a exprimé le choc et l'incrédulité de la famille : « Nous lisons tous ici toutes ces informations et toutes les choses qu'on dit sur lui. La famille a le cœur brisé parce que la fraude n'est pas notre mode de vie. »

## Mécanique de l'incident
Selon UBS, Adoboli avait déguisé le risque de ses positions en utilisant des « forward-settling » des positions de trésorerie ETF.
Selon le Financial Times, Adoboli est soupçonné d'avoir utilisé le fait que certaines transactions sur les ETF en Europe ne reçoivent des confirmations qu'une fois que le règlement a eu lieu. L'exploitation de cette brèche lui a permis de saisir des opérations fictives, sachant que la non-réception d'une confirmation n'était pas de nature à alerter sa hiérarchie. 
En octobre 2011, Sergio Ermotti, CEO intérimaire d'UBS après le départ de Gruebel, a admis que le système informatique d'UBS avait détecté les activités de trading non autorisées d'Adoboli et avait émis un avertissement, mais la banque avait omis d'agir sur cet avertissement,,.

## Les retombées
Le 24 septembre, 2011 Oswald Grübel, le CEO d'UBS a démissionné « pour assumer la responsabilité de l'incident récent des opérations non autorisées », selon un mémo au personnel d'UBS,,. Bloomberg a signalé qu'UBS était « en plein désarroi » après le départ du CEO à la suite du scandale. Dix jours plus tard, les codirecteurs de Global Equities chez UBS, François Gouws et Yassine Bouhara, ont également démissionné.
UBS a indiqué qu'aucun des fonds des clients n'a été perdu à la suite du scandale, mais, selon le Daily Telegraph, la réputation d'UBS pourrait subir un « dommage significatif », et que le montant perdu est presque le même que les réductions de coûts qu'UBS avait prévues via l'élimination de 3 500 emplois.